# Juntos en concierto 2006
Juntos en concierto / Together in Concert 2006  fue una gira de conciertos de Marc Anthony, Laura Pausini y Marco Antonio Solís en 2006 en los Estados Unidos.
La gira fue realizada para apoyar la cultura hispana y la educación superior, patrocinada por ING, la compañía global de servicios financieros, Live Nation y el Hispanic Scholarship Fund.
Se realizaron 21 espectáculos desde el 14 de julio de 2006 hasta la fecha final	del 16 de agosto de 2006 por toda Norteamérica.

## Lista de canciones
- Marc Anthony Set

1. Valió la Pena
2. ¿Ahora Quién?
3. Dímelo - I Need To Know
4. Hasta Que Te Conocí
5. Tu Amor Me Hace Bien
6. Te Conozco Bien
7. Preciosa
8. Hasta ayer

- Marco Antonio Solís Set

1. Morenita
2. En El Mismo Tren
3. Viva El Amor
4. Como Fui a Enamorarme de Ti
5. Mi Eterno Amor Secreto

- Laura Pausini Set

1. Intro – Gente
2. Emergencia de amor
3. Entre tú y mil mares
4. La Soledad
5. Como Si No Nos Hubiéramos Amado
6. Escucha Atento
7. Víveme
8. Se fue

## Fechas de la Gira
| Fecha                | Ciudad           | País           | Evento                              |
| -------------------- | ---------------- | -------------- | ----------------------------------- |
| América del norte    |                  |                |                                     |
| 14 de julio de 2006  | San Francisco    | Estados Unidos | Anfiteatro de la costa              |
| 15 de julio de 2006  | Irvine           | Estados Unidos | Anfiteatro de Verizon Wireless      |
| 16 de julio de 2006  | chula vista      | Estados Unidos | Anfiteatro de Coors                 |
| 18 de julio de 2006  | Los Ángeles      | Estados Unidos | Anfiteatro Gibson                   |
| 19 de julio de 2006  | Fénix            | Estados Unidos | Centro de vías aéreas de EE . UU.   |
| 20 de julio de 2006  | El Paso          | Estados Unidos | Centro Don Haskins                  |
| 22 de julio de 2006  | Selma            | Estados Unidos | Anfiteatro de Verizon Wireless      |
| 23 de julio de 2006  | Houston          | Estados Unidos | Centro Toyota                       |
| 25 de julio de 2006  | Laredo           | Estados Unidos | Centro de entretenimiento de Laredo |
| 26 de julio de 2006  | Hidalgo          | Estados Unidos | esquivar arena                      |
| 29 de julio de 2006  | West Palm Beach  | Estados Unidos | Anfiteatro de consejos sonoros      |
| 30 de julio de 2006  | Miami            | Estados Unidos | Estadio American Airlines           |
| 1 de agosto de 2006  | Orlando          | Estados Unidos | Centro TD Waterhouse                |
| 2 de agosto de 2006  | Duluth           | Estados Unidos | Arena en el Centro Gwinnett         |
| 4 de agosto de 2006  | Bristow          | Estados Unidos | Pabellón Nissan                     |
| 5 de agosto de 2006  | Wantagh          | Estados Unidos | Nikon en el Teatro Jones Beach      |
| 6 de agosto de 2006  | Ciudad Atlántica | Estados Unidos | Estadio Mark G. Etess               |
| 8 de agosto de 2006  | Uncasville       | Estados Unidos | Estadio Mohegan Sun                 |
| 9 de agosto de 2006  | Nueva York       | Estados Unidos | Jardín cuadrado de Madison          |
| 12 de agosto de 2006 | Chicago          | Estados Unidos | Pabellón Charter One                |
| 16 de agosto de 2006 | San Juan         | Puerto Rico    | Coliseo José Miguel Agrelot         |

## Banda
Banda Laura Pausini :
- Bruno Zucchetti: piano y teclados
- Carlo Palmas: Teclados
- Paolo Carta: Guitarra eléctrica
- Gabriele Fersini: guitarra eléctrica
- Cesare Chiodo: guitarra-Bajo
- Alfredo Golino: Batería
- Roberta Granà: coros
- Barbara Zappamiglio: coros

Marc Anthony Band: 17 músicos
Marco Antonio Solís Banda: 30 músicos